# Alpinia gracillima
Alpinia gracillima är en enhjärtbladig växtart som beskrevs av Theodoric Valeton. Alpinia gracillima ingår i släktet Alpinia och familjen Zingiberaceae. Inga underarter finns listade i Catalogue of Life.